# Majica
Majica je dio odjeće, koji se koristi za gornji dio tijela. Izrez majica je obično okrugao ili u obliku slova V, u pravilu nema gumbi i džepova. U biti majica ima oblik sličan košulji s kratkim rukavima, iako postoje i majice s dugim rukavima. Majice se smatraju manje formalnom vrstom odjeće od košulja.
Majice su obično izrađene od pamuka, najčešće od pletiva, ali i sintetičkih tkanina ili mješavina. Često su ukrašene tekstom ili slikama. U nekim islamskim zemljama, žene ne smiju nositi majicu u javnosti. Ima ih u svim veličinama. Različitog su sastava te imaju različite cijene. Majice mogu biti jednobojne, ili s raznim tiskanim sadržajima.
Prije pojave majica nosilo se donje rublje koje je bilo izrađeno od odvojenog gornjeg i donjeg dijela, a gornji dio se mogao ugurati pod pojas. Tijekom kasnog 19. stoljeća takvo odijelo su koristili rudari i slagači tereta. Ono je moglo biti s gumbom ili bez njega. 
Kao i slip-on—haljine bez gumba, majice su prvotno postale popularane u SAD-u kada ih je nosila američka ratna mornarica tijekom španjolsko-američkog rata 1898. godine i nakon njega. To su bile majice kratkih rukava, a bijela pamučna potkošulja nosila se ispod uniforme. Postalo je uobičajeno da nautičari i mornari u podmornicama i u tropskoj klimi skinu svoju jaknu koja služi kao uniforma, te da nose samo potkošulju. 
Uskoro je postalo popularno da se majica nosi kao donji sloj odjeće za radnike u raznim industrijama, uključujući i poljoprivredu. Majica je laka za održavanje i čišćenje, te je jeftina. Iz tih je razloga majica postala izbor za dječake. Dječačke majice su izrađene različitih boja i uzoraka. Za vrijeme Velike krize, majica se često trebala nositi prilikom rada na farmi ili na rančerskim poslovima.
Majica V-izreza ima dekolte u obliku slova V, za razliku od uobičajenih majica koje imaju okrugli izrez. V-izrez je osmišljen kako se dekolte na majici ne bi isticao, kada se još jedna majica nosi preko nje.

## Povijest
Majice su izrađene od laganog, jeftinog materijala, te su veoma lake za održavanje. Najranija majica datira negdje od španjolsko-američkog rata oko 1913. godine kada su ih članovi američke ratne mornarice počeli nositi kao donje rublje.
Riječ majica postala je dio američkog engleskog 1920. godine, a pojavila se u Merriam-Webster rječniku. Nakon Drugog svjetskog rata, postalo je uobičajeno vidjeti da veterani nose svoje specijalne hlače s majicama "casual" odjeće. One su postale još popularnije 1950. godine, nakon filma Tramvaj zvan čežnja, kada je majicu nosio Marlon Brando. Nakon toga majica konačno počinje dobivati status modernog, samostalnog, vanjskog dijela odjeće. Često su ih dječaci nosili dok su radili kućanske poslove i igrali se, da bi na kraju postale glavni dio casual odjeće.
Majice s printom na sebi su od 1942. godine u masovnoj uporabi, kada se škola Air Corps Gunnery pojavila na naslovnici magazina Life. 1960. godine majice postale su veoma popularne, te su počele imati ulogu reklamiranja, samoizražavanja, koristile su se za prosvjede, te su služile kao suveniri. Danas postoji mnogo različitih dizajna i materijala od kojih su majice izrađene.

## Trendovi
Majice su se ispočetka nosile kao potkošulje, dok se danas veoma često nose kao jedini komad odjeće koji pokriva gornju polovicu tijela. Majice su postale i sredstvo samoizražavanja uz neku od kombinacija riječi, ili slika na sebi. 
Majica obično seže do struka. Hip hop moda zahtijeva majice visokog izreza koje se mogu proširiti do koljena. Žene su nekada duge majice nosile kao spavaćice. Godine 1990. došla je moda da žene nose uske kratke majice dužine iznad trbuha. Tada se pojavio i trend nošenja majice kratkih rukava koja se nosila u kontrastu s majicom dugih rukava.

## Majice raznih boja
Najčešće se mogu naći majice s dizajnom raznih boja. Za oslikavanje se koristi plastisola ili tinta na bazi vode. Za većinu majica koje su oslikane raznim bojama, koristi se posebna tinta. Proces oslikavanja je najprikladniji na bijelim majicama, dok je simulirani postupak najprikladniji za tamne boje majica. 
Godine 1959. izumljen je plastisol koji je omogućio bolju kvalitetu i rastezljivost tinte, od onih koje su na bazi vode, te je samim time i osigurao više raznolikosti u dizajnu majica. Vrlo malo tvrtki i dalje koristi tintu na bazi vode na svojim majicama. Većina njih koristi ipak plastisol za oslikavanje.
Neke metode ukrašavanja majica jesu: airbrush, vezovi, utiskivanje, metoda transfera topline ili sublimacije transfera. Laserski pisači također mogu ispisati printeve na običnom papiru, koji se kasnije peglom zagriju i preslikaju na majice.
Godine 1980. bile su popularne majice koje bi promijenile boju, kada bi bile podvrgnute toplini. Ove majice bile se veoma popularne u SAD-u među tinejdžerima kasnih 1980-tih. Majice koje su izrađene ovom metodom mogu se lako oštetiti, osobito pranjem u toploj vodi, ili ako se peru s odjećom drugih boja. 

## Ukrasi
Jedan od najranijih primjera majica s logom ili ukrasom može se naći u filmu Čarobnjak iz Oza iz 1939. godine. U njemu su tri muškarca nosila majice s natpisom OZ. 
U ranim 1950-im nekoliko je tvrtki sa sjedištem u Miamiju, na Floridi, počelo ukrašavati majice s različitim imenima naselja i raznih likova. 
U 1960.-tim pojavile su se majice zvonastog oblika, koje su postale glavni modni hit za mlade.
U ovom desetljeću također dolazi do pojave majica s tiskom, te su majice postale sredstvo umjetnosti, komercijalnog oglašavanja, raznih poruka i suvenira. 
1970.-tih godina su proizvedene mnoge majice koje se i danas nose, poput printeva lica i sličnog. Bile su vrlo popularne u pop kulturi. Sredinom 1980.-tih moderna je postala bijela majica nakon što je glumac Don Johnson nosio Armani odijelo u filmu Miami Vice.

## Tisak
Tiskana majica je majica s dizajnom, slikama ili natpisima na sebi. Print na majicama nastaje oslikavanjem tekstila. Postoje razne vrste tiskanih majica. 

## Majice za koncerte
Neki ljudi nose crne majice na koncertima. Majica za koncerte je majica koja je povezana s koncertima obično rocka ili metala. Bendovi glazbenih grupa često se promoviraju prodajom ili davanjem majica s njihovim printom na koncertima ili glazbenim događanjima.
Koncertne majice obično sadrže natpise s imenima, logotipima, ili slikama nekog glazbenog izvođača. Popularan dizajn ovih majica je da imaju na stražnjem dijelu popis informacija o bendu, njegovim trenutnim turnejama, uključujući i turneje po gradovima, te s odgovarajućim datumima. 
Crna boja je jedna od najpopularnijih boja za ovu vrstu majica. Obožavatelji kupuju ili nabavljaju ove majice, kako bi ih mogli nositi na budućim koncertima, često uz traperice, tamne hlače ili suknje. Obožavatelji mogu nositi majicu jednog benda na koncertu, te na taj način pokazati svoj ukus za određeni tip glazbe, ili odanost nekom bendu.

## Suvenir majica
Suvenir majica je majica koja se može naći na putovanjima ili odmoru. U posljednjih nekoliko godina, majice su postale popularan poklon ili suvenir. Majice turističkog dizajna obično na sebi imaju izrađen print sa slikama i riječima koje su izravno povezane s određenim gradom, zemljom ili kulturom. Majice mogu pokazati nešto o mjestu ili gradovima koje je osoba posjetila.

## Vojnička majica
Vojnička majica je majica koja je oslikana oznakama vojske, čiji se print na majici nosi kao suvenir, ili kao dio vojne uniforme. 

## Art majica
Neki umjetnici koriste majicu kako bi crtali po njoj. Art majice mogu na sebi imati puno printeva. Poznati umjetnici koji su izradili ove majice jesu: Keith Haring, Takashi Murakami, Damien Hirst i KAWS.

## Majica sa znakom
Majica sa znakom je majica koja na sebi ima isprintanu marku ili trgovački znak. To je uobičajeno vidjeti kod poznatih bendova, glazbenika, sportskih ekipa i TV voditelja koji daju tiskati majice kako bi si osigurali dodatni prihod. Vlasnici robnih marki i znakova mogu izdati licence distributerima za distribuciju majica koje nose njihov brend ili zaštitni znak za maloprodajne svrhe.
Od 1980-ih, majice su postale oblik osobnog izražavanja. Majice s printevima su standardni oblik marketinga za velike potrošačke proizvode, poput Coca-Cole i Mickey Mousea, iz 1970-tih. Međutim, od 1990-ih, to je postala uobičajena praksa za tvrtke da su proizvodile majice s korporativnim logotipom ili porukama kao dijelom svoje reklamne kampanje. Od kasnih 1980-ih i 1990-ih majice s istaknutim dizajnerskim imenima i logotipima su postale veoma popularne, osobito među tinejdžerima i mladim ljudima. Primjeri dizajnerskih majica jesu: Calvin Klein, FUBU, Ralph Lauren, American Apparel i tako dalje. Ovi primjeri uključuju prikaze rock bendova ili pop glazbe. Licencirane majice su također vrlo popularne. Neke majice mogu imati slike glumaca, logotipe, i smiješne citate iz filma ili TV emisije. Često su najpopularnije majice na printeve likova iz crtića. 
Početkom 21. stoljeća ponovno postaju popularne majice dizajna s parolama koje naginju duhovitosti ili ironičnosti. Ovaj trend se samo kasnijih godina povećavao.